# Granatnik Milkor M79
Milkor M79 – południowoafrykański jednostrzałowy granatnik samodzielny. Jest to zmodyfikowana odmiana amerykańskiego granatnika M79. Drewniana kolbę M76 zastąpiono składaną, polimerową kolbą pochodzącą z karabinu Vektor R4. Granatnik wyposażono także w chwyt pistoletowy. Podobnie jak w przypadku granatnika Milkor MGL, broń pozbawiona jest mechanicznych przyrządów celowniczych zastąpionych celownikiem kolimatorowym.